# Las
Lás je dlaka na lasišču, zgrajena iz roževine, ki jo tvori keratin. Sicer je skorajda celotna površina kože poraščena z roženimi izrastki (razen dlani, notranjih strani prstov, stopal, bradavic, ustnic), vendar te izrastke imenujemo s skupnim izrazom dlake. Las imenujemo le dlako na lasišču.
Človeški lasje zrastejo v dolžino dlje kot ostale človeške dlake in dlje kot dlake pri večini živali. Lasje so tudi gostejši od dlak po ostalih predelih telesa. V povprečju se na človeškem lasišču nahaja 100.000 lasnih mešičkov. Popolna ali delna odsotnost las se imenuje plešavost (alopecija). Antropologi menijo, da so dolgi lasje posledica sekundarne naravne selekcije in je njihova funkcija večja privlačnost posameznika. Dolgi, zdravi lasje naj bi tudi kazali na zdravje posameznika.
Iz vsakega lasnega mešička lahko v času življenja izraste do 20 las. Povprečno izgubi posameznik dnevno do 100 las.

## Povprečno število in premer las
Podatki v preglednici veljajo za belce.
| barva | število | premer             | premer |
| ----- | ------- | ------------------ | ------ |
| blond | 146.000 | 17-51 mikrometrov  |        |
| črna  | 110.000 | 64-100 mikrometrov |        |
| rjava | 100.000 | različno           |        |
| rdeča | 86.000  | različno           |        |

## Zgradba
Las na grobo razdelimo v tri plasti: 
- povrhnja lasna kutikula (cuticula pili),
- vmesna lasna skorja (cortex pili),
- osrednja lasna sredica (lasni stržen) (medulla pili).

Na površini lasu se nahaja lasna kutikula, ki je zgrajena iz ploščatih, prekrivajočih se celic, usmerjenih proti lasni konici (podobno kot luske na smrekovem storžu). Kutikula sestoji iz šestih do desetih plasti tako urejenih celic, ki jih povezuje celično membranski kompleks (t. i. kit substanca). Pri zdravem lasu je kutikula gladka in prosojna ter na svetlobi daje lasu svetleč videz. V alkalnem okolju se celice razpnejo, kislo okolje pa jih zapre. 
Lasna skorja tvori 80 % lasu. Sestoji iz keratinskih vlakenc, ki nastajajo s skladiščenjem celic skorje ene na drugo. Dve celici se med seboj povežeta preko kompleksov na celičnih membranah in to daje lasu raztezljive lastnosti.
V sredini lasu se nahaja lasna sredica, ki nastaja iz razpadlih produktov celic v skorji in iz maščob.